# Steroidy

cholesterol

testosteron

Steroidy jsou deriváty cyklopentano-perhydrofenanthrenu neboli steranu. Jedná se o fyziologicky a farmakologicky významné látky. Patří mezi ně např. D-vitamíny, žlučové kyseliny, pohlavní hormony, hormony kůry nadledvin, steroly aj. Někdy jsou spolu s terpeny řazeny mezi izoprenoidy. Jsou to bezbarvé krystalické látky, rozpustné v organických rozpouštědlech. Vznikají oxidací terpenů. Z hlediska chemie jde o alkoholy, alkaloidy, hormony, vitaminy či kyseliny. Zřejmě nejznámějším steroidem je cholesterol. Veřejnosti dobře známé a v kulturistice často zneužívané jsou anabolické steroidy, kam patří například testosteron a jeho deriváty. Růstový hormon, který je velmi často zaměňován za steroid, steroidem není, jedná se o peptid. Dle funkčního zařazení se steroidy obvykle dělí na:
- anabolické steroidy – podporující růst kostí a svalů
- ergosteroly – vyskytující se v houbách
- fytosteroly – vyskytující se v rostlinách
- kortikosteroidy (glukokortikoidy, mineralokortikoidy) – regulující metabolismus cukrů a bílkovin, řídící hospodaření s minerály a vodou
- sexuální steroidy (androgeny, estrogeny, progestageny) – podmnožina pohlavních hormonů ovlivňujících sexuální diferenciaci a reprodukci

## Biologický význam
Steroidy a jejich metabolity často fungují jako signalizační molekuly, například steroidní hormony. Steroidy a fosfolipidy jsou komponenty buněčných membrán. Steroidy, např. cholesterol, snižují tekutost membrány. Podobně jako lipidy jsou steroidy vysoce koncentrované zásoby energie. Nicméně nejsou typickými zdroji energie; u savců se ale normálně metabolizují a vylučují.
Steroidy hrají rozhodující roli v řadě poruch, včetně malignit, jako je rakovina prostaty, kde produkce steroidů uvnitř i vně nádoru podporuje agresivitu rakovinových buněk.
Stovky steroidů, které se nacházejí u zvířat, hub a rostlin, vznikají z lanosterolu (u zvířat a hub, viz příklady výše) nebo cykloartenolu (v rostlinách). Lanosterol a cykloartenol pocházejí z cyklizace triterpenoidu skvalenu.

## Metabolizace steroidů
Steroidní biosyntéza z jednoduchých prekurzorů je anabolickým dějem. Unikátní biosyntetická dráha je sledována u zvířat a stává se běžným cílem antibiotik a jiných protiinfekčních léků. Steroidní metabolismus u lidí je také cílem léků snižujících hladinu cholesterolu (statiny). U lidí a zvířat se biosyntéza steroidů řídí mevalonátovou cestou, která využívá acetyl-CoA jako stavební kameny pro dimetylalyl pyrofosfát (DMAPP) a isopentenylpyrofosfát (IPP). V dalších krocích se DMAPP a IPP spojují k vytvoření geranylpyrofosfátu (GPP), který syntetizuje steroidní lanosterol. Modifikace lanosterolu na jiné steroidy jsou klasifikovány jako transformace steroidogeneze.
Steroidy jsou primárně oxidovány enzymy cytochrom P450 oxidázy, například CYP3A4. Kyslík se váže na steroidní kruh a tím umožní rozpad cholesterolu jinými enzymy na žlučové kyseliny. Tyto kyseliny je pak možno vyloučit vylučováním z jater do žluči. Exprese genu oxidázy může být zvýšena pomocí steroidního senzoru PXR při vysoké koncentraci steroidů v krvi. Steroidní hormony, postrádající postranní řetězec cholesterolu a žlučové kyseliny, jsou typicky hydroxylovány v různých pozicích v kruhu nebo oxidovány v poloze 17, konjugovány se sulfátem nebo kyselinou glukuronovou a vylučovány močí.